# Gisela Bär

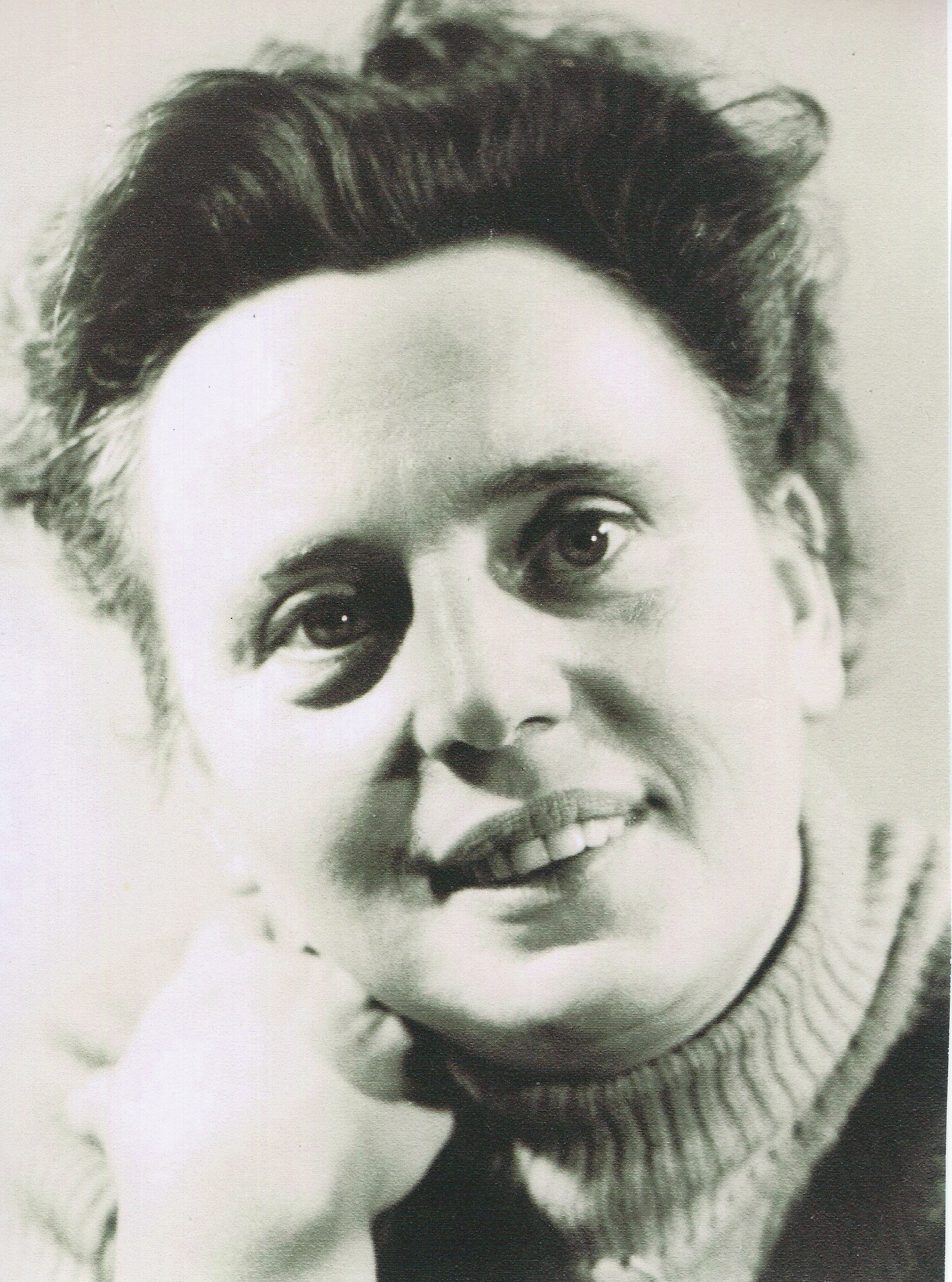
Gisela Bär (1920–1991)

Gisela Bär (* 14. Oktober 1920 in Pforzheim; † 8. September 1991 ebenda) war eine deutsche Bildhauerin.

## Leben und Beruf
Gisela Bär besuchte zu ihrer Ausbildung die Akademie für Bildende Kunst in Stuttgart, später die Kunst- und Werkschule in Pforzheim und zum Abschluss die Akademie für Bildende Kunst in Karlsruhe.
Während ihrer gesamten Schaffenszeit besaß sie ihr eigenes Atelier in Pforzheim. Ihre künstlerischen Arbeiten waren meist in Bronze gefertigte sakrale Skulpturen und Reliefs. Ihre Werke sind heute in Kirchen und an vielen Orten in Deutschland zu finden.

## Werke (Auswahl)
In Pforzheim

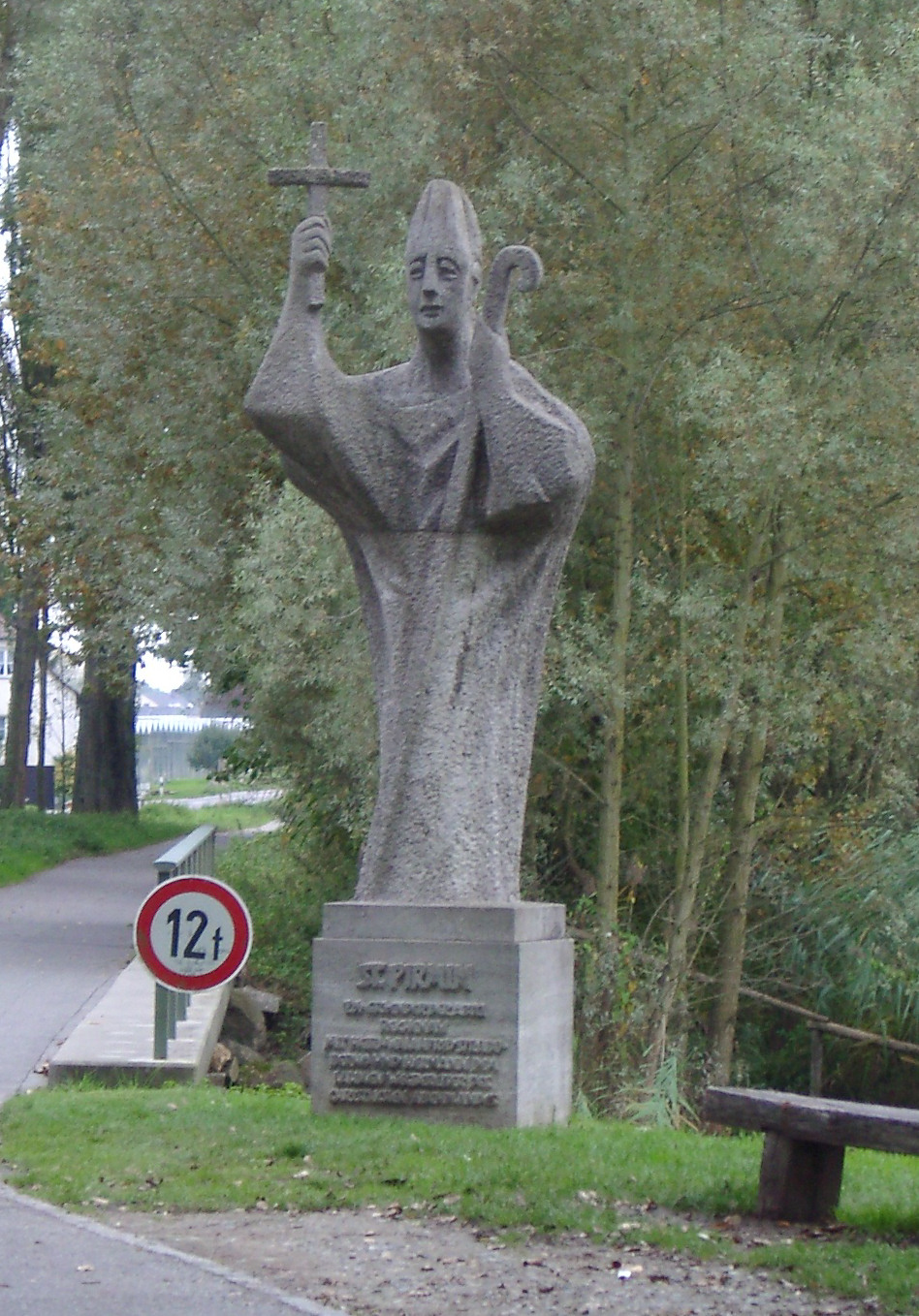
Pirmin-Statue von Gisela Bär am Zugangsdamm zur Reichenau

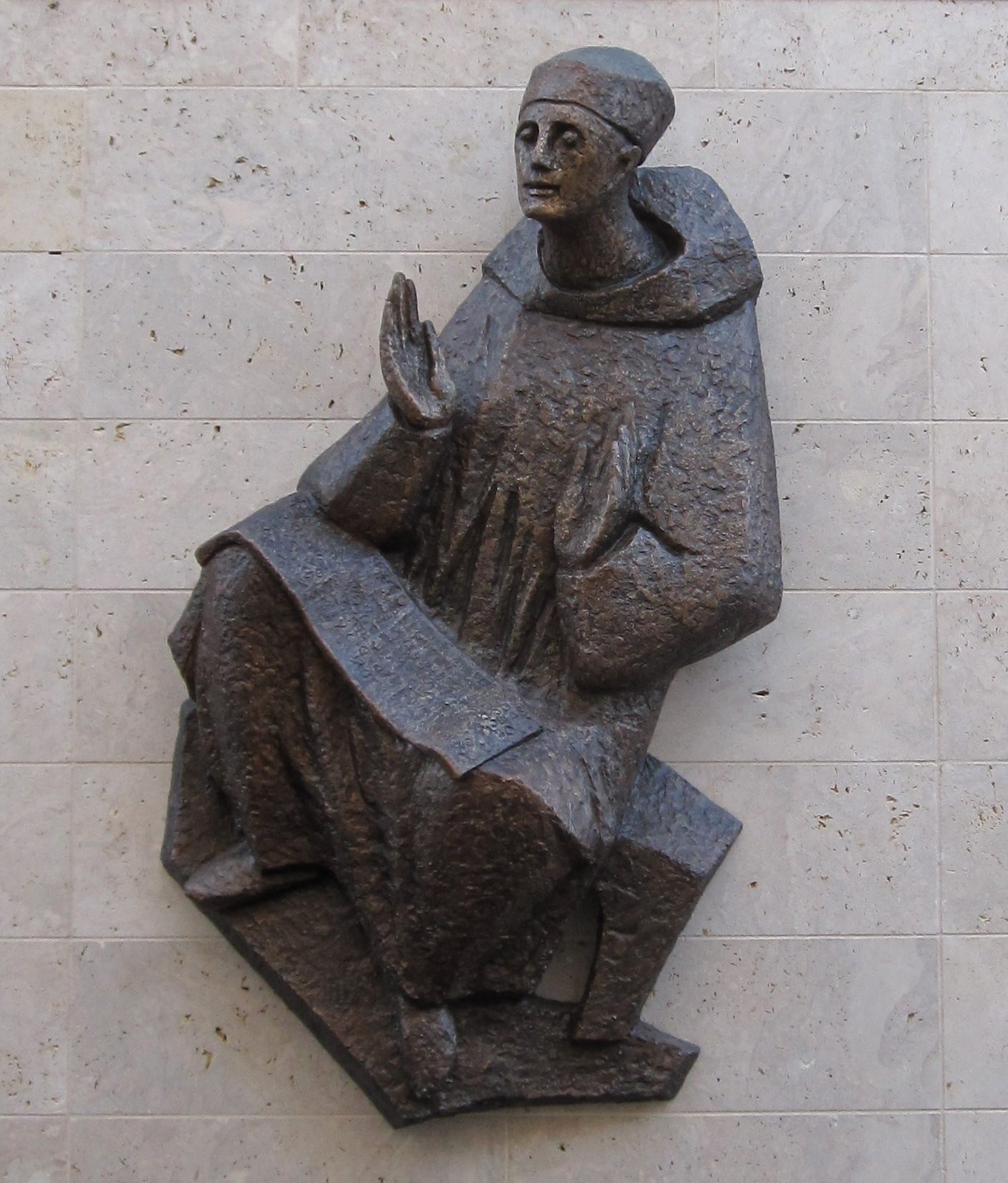
Restaurierte Skulptur von Albertus Magnus in Unterlinden (Freiburg im Breisgau)

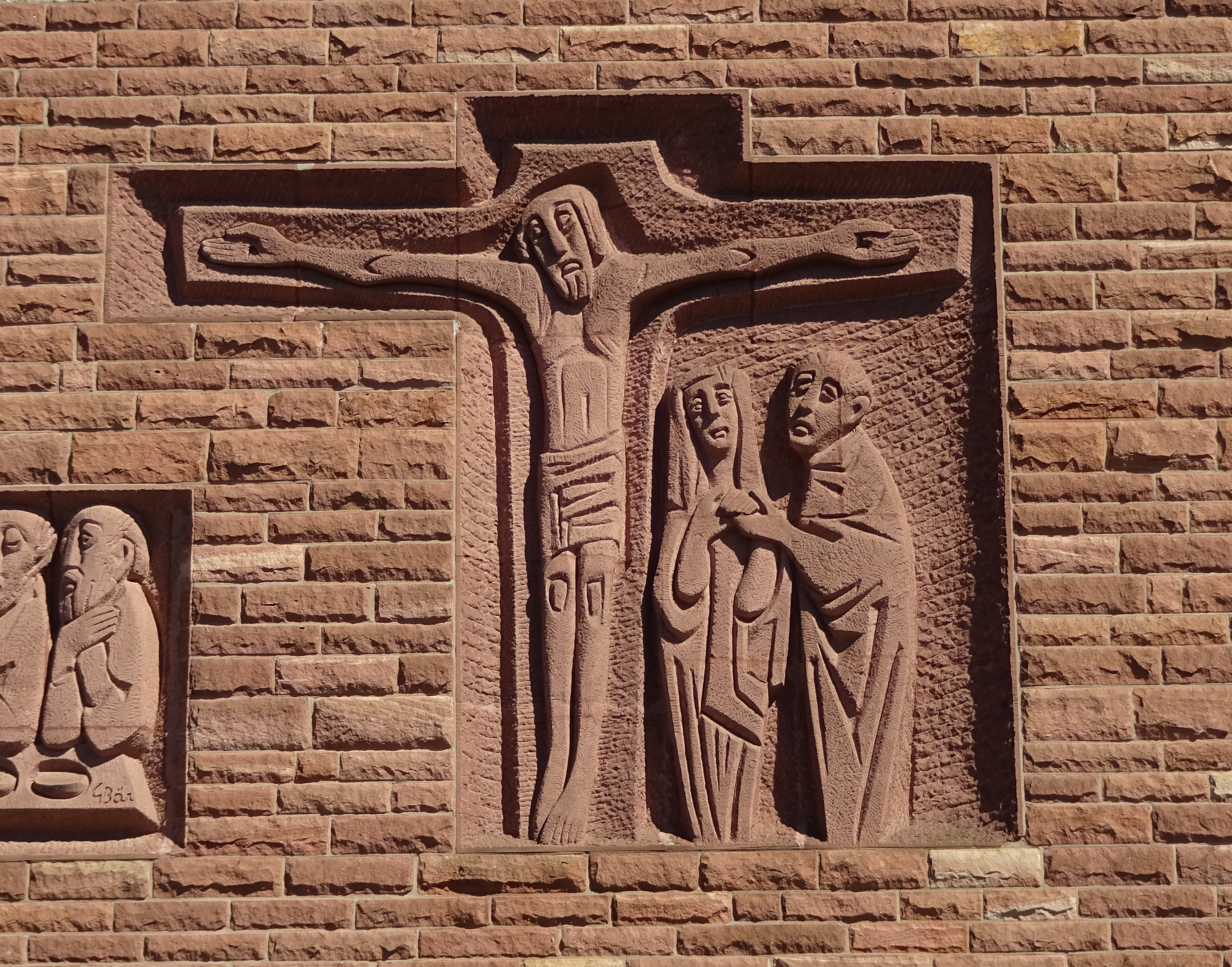
Relief Kreuzigung an der Fassade der St.-Johannes-Kirche in Heidelberg-Rohrbach

- Die Türgriffe am Eingang zum Ratskeller
- Im Ratssaalgebäude: Der Bürger und seine Stadt
- In der Sankt-Franziskus-Kirche der Passionsweg als Relief
- In der Elisabethkirche die Heilige Elisabeth als Bronze-Statue
- Madonna mit Kind als Bronze-Statue im katholischen Gemeindezentrum St. Bernhard[2]
- Edith-Stein-Saal. Bronze-Relief[3]
- Musizierende und tanzende Gruppen, Jugendhaus in Pforzheim[4]
- Relief Konrad Adenauer, Bronze, Konrad Adenauer-Schule[5]
- Soldaten-Ehrenmal, Friedhof Birkenfeld
- Auf dem Hauptfriedhof einige Grabmäler[6].

Weitere Werke
- Menorah, Bronze, 1988, Pfarrkirche St. Michael, Veringendorf
- Lebensbaum, Muschelkalkstele, Bronzemedaillons, 1986, Pfarrkirche St. Michael, Veringendorf
- Kreuzweg, Bronze, 1983, St. Maria, Weingarten[7]
- Taufbrunnen, 1980, Kirche St. Josef, Taufkapelle, Wandsbek
- Altarinnenraum, Travertin, Bronze, 1977/1979; Marienstatue, Aluminium in Bronze getönt, 1977; Bronzerelief „Johannes XXIII.“,1979; Engel Raphael, 1987; St. Johannis-Gemeinde, Hamburg[8]
- Meditationskreuz, Tabernakel, Ambo, Kreuzweg, Bronze, 1973, Kirche St. Laurentius, Bretten[9]
- Türgriffe (Kreuzgang), Gitter Sepulkrum (Krypta), Bronze, 1970, Münster Konstanz[10]
- Kreuzweg, 1970, Münster St. Maria und Markus, Reichenau-Mittelzell
- Altar, Ambonen, Kruzifix, Tabernakelstele, Madonna mit Kind, Apostelleuchter, Engelreliefs an Turmwand, Grundstein, 1968, Maria Hilfe der Christen, Konstanz[11][12][13]
- Madonna (Marmorzement), Taufstein (Bronze) und Passionszyklus, 1968, Dreifaltigkeitskirche, Sandhausen[14]
- Glockenschmuck – Inschriften und Figuren an den Glocken des Hauptgeläutes des Konstanzer Münsters (gegossen von Friedrich Wilhelm Schilling in Heidelberg), 1966[15]
- Apokalyptische Frau mit Kind und Drachen, Kunststeinrelief, 1964, Kapelle Altklinikum, Heidelberg[16]
- Albertus-Magnus-Skulptur zur Erinnerung an das Dominikanerkloster in Freiburg (1963 für das Bakola-Gebäude, bei dessen Abbruch abgenommen und bis 2010 restauriert. Am neuen Standort falsch montiert - zu stark nach rechts geneigt)[17]
- Große sitzende Maria mit Kind, 1962, Katholische Heilig-Geist-Kirche, Karlsruhe[18]
- Heilung des Gelähmten, Kunststeinrelief, 1961, Kapelle Altklinikum, Heidelberg[16]
- Madonna auf der Rottweiler Hochbrücke, 1961[19]
- Statue des Hl. Bonifatius, Stein, 1960, Bonifatiuskirche, Mannheim[4][20]
- Altar-Relief, Madonna, Bronze, 1956, Kirche St. Bernhard, Königsbach-Stein[21]
- Kirchenschmuck der katholischen Kirche St. Georg in Siegelsbach
- Porträtbüste Carl Neinhaus, Bronze, 1961, Landtag von Baden-Württemberg, Stuttgart[22]
- Altar, Mariä Himmelfahrt Stuttgart-Degerloch[23]
- Plastiken, Schutzmantelmadonna und Hl. Anna Selbdritt, St. Anna-Klinik, Stuttgart[24]
- Pirmin-Statue, Kalkstein (Muschelkalk), 1969, Zugangsdamm zur Insel Reichenau[25]
- Reliefdarstellungen des Letzten Abendmahls und der Kreuzigung an der Fassade, Christus-Statue über dem Altar, um 1965, St. Johannes, Heidelberg-Rohrbach
- Kruzifix, Madonna und Statue des Erzengels Michael, St. Michael, Heidelberg-Südstadt
- Muschelkalk-Reliefs der Seitenaltäre und Kreuzweg, St. Bartholomäus, Heidelberg-Wieblingen
- Hauptaltar mit Steinreliefs der vier Evangelistensymbole, Katholische Pfarrkirche Bruchhausen bei Karlsruhe[26]
- Schutzmantelmadonna, Zementguß, Katholische Pfarrkirche Bruchhausen bei Karlsruhe[26]
- Schutzmantelmadonna, Hochrelief für die Außenwand, Zementguß, Katholische Pfarrkirche Gemmingen[26]
- Schutzmantelmadonna, Hochrelief für die Außenwand, Zementguß[26]; Ambo, Bildstock, St. Wolfgang in Hamberg bei Pforzheim
- Grabkreuz, Hochrelief, Steinguss, Holzhausen bei Freiburg[26]
- Tabernakel, Vortragskreuz, Leuchten, Bronze, Kirche Herz-Jesu, Reichenbuch (Stadt Mosbach)[4][27]
- Kruzifix, Kreuzweg, Osterleuchter, Bronze; Altar, Ambo, Tabernakelstele, Travertin, Kirche St. Josef, Schömberg
- Figurengruppe Franziskus-Klara-Agnes, Bronze, Mutterhaus St. Anna Schwestern, Ellwangen[28]
- Michaelsplastik, Muschelkalk, am Viadukt Rottweil
- Erzengel Raphael mit Tobias. Brückenfigur an der oberen Lauchertbrücke in Veringenstadt

## Ehrungen
- 1954:	Auszeichnung bei der Ausstellung „Junge Badische Kunst der Gegenwart“[26]
- 1955:	Württembergisch-Badischer Kunstpreis[26]
- 2005:	Benennung der „Gisela-Bär-Straße“ in Pforzheim[29]